# ناف (زیست‌شناسی)

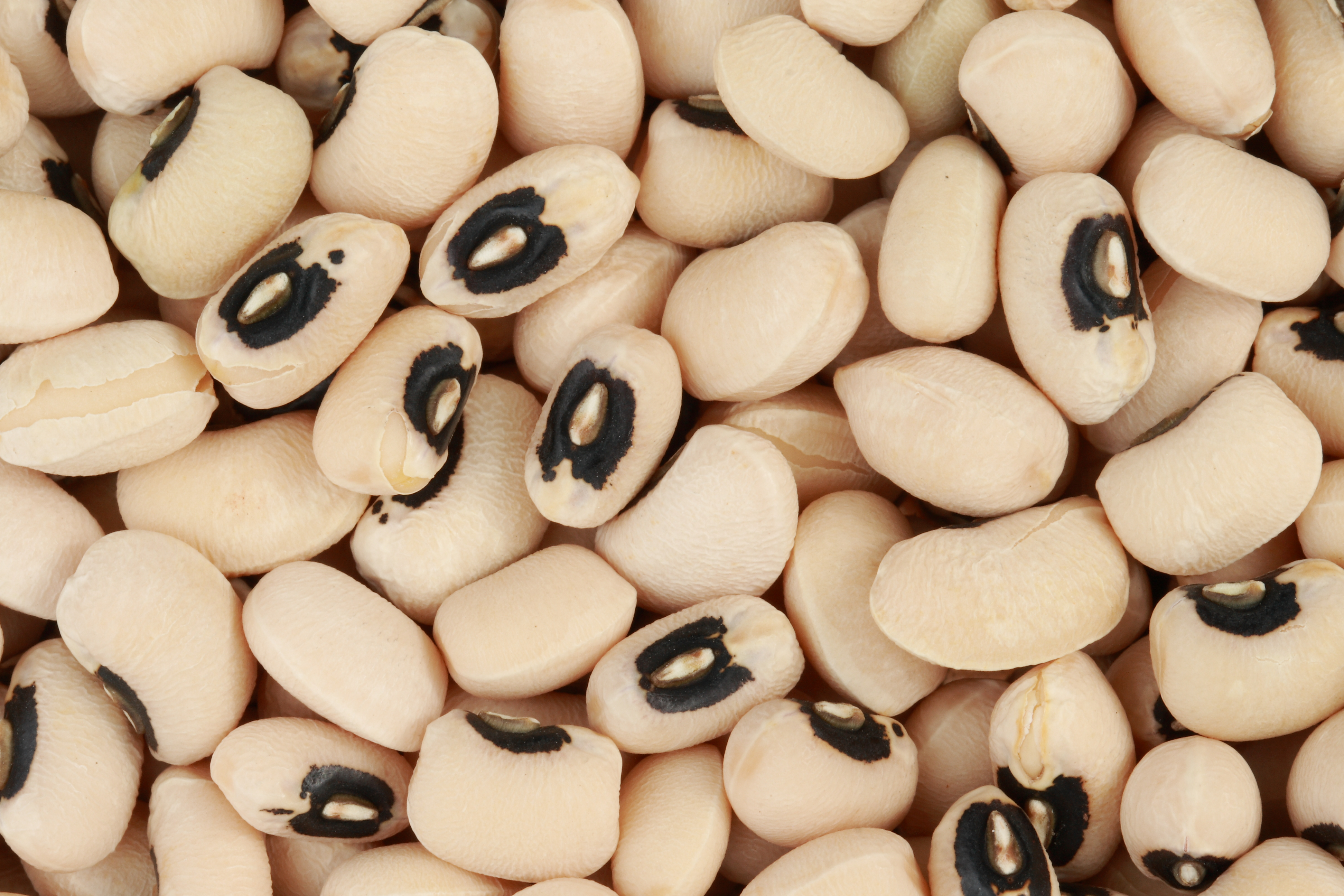
هایلوم، منطقه سفید در مرکز «چشم سیاه» لوبیای چشم‌بلبلی می‌باشد.

ناف یا هیلوم (به انگلیسی: Hilum)، در گیاه‌شناسی، به‌محل زخم یا علامتی که در اثر ضمیمه قبلی به دیواره تخمدان یا فنِکِیلس (که به نوبه خود به دیواره تخمدان می‌چسبد) و روی پوسته بذر باقی می‌ماند گفته می‌شود. بر روی بذر لوبیاها، هایلوم را «چشم» می‌نامند.
برای برخی از گونه‌های قارچ، هایلوم یک فرورفتگی میکروسکوپی است که هنگام جدا شدن هاگ از پایچه هاگدان میکروسکوپی بر روی هاگ باقی مانده است.
هایلوم همچنین می‌تواند هسته یک دانه نشاسته باشد. نقطه‌ای که لایه‌های نشاسته در اطراف آن رسوب می‌کند.
شکل ظاهری هایلوم‌ها بیانگر وجود نوعی علامت است و می‌تواند به عنوان مشخصه متمایز یک بذر یا هاگ استفاده شود.